# William H. Dobelle
William H. Dobelle (* 24. Oktober 1941 in Pittsfield, Massachusetts; † 5. Oktober 2004 in New York City) war ein US-amerikanischer Mediziner und Pionier auf dem Gebiet der Entwicklung von Prothesen und künstlichen Organen.

## Leben
Dobelle wurde als Sohn des bekannten US-amerikanischen Orthopäden Martin Dobelle geboren und kam früh in Kontakt mit medizinischer Forschung und Arbeit. So begann er nach eigenen Angaben bereits mit 8 Jahren mit medizinischer Forschung und meldete im Alter von dreizehn Jahren ein Patent auf eine Verbesserung von Hüftprothesen an. Dobelle begann sein Studium mit 14 Jahren an der Vanderbilt University. Mit 15 Jahren konstruierte er ein Röntgengerät. An der Johns Hopkins University und an der University of Utah beendete er sein Studium und wurde Leiter der Abteilung für künstliche Organe am Columbia-Presbyterian Medical Center. Sein Hauptforschungsfeld war die Übertragung von elektronischen Signalen an Neurone. So entwickelte er ein Verfahren zur Herstellung eines künstlichen Auges, welches seine Signale über Elektroden direkt an den Visuellen Cortex überträgt. Eine weitere wichtige Entwicklung war der sogenannte Zwerchfellschrittmacher.
Dobelle kaufte 1983 die Avery Laboratories und gründete das Dobelle Institute in Portugal, über die er seine Erfindungen vertrieb.
William Dobelle war seit 1990 mit Claire Dobelle verheiratet und hatte drei Kinder. Er starb am 5. Oktober 2004 an Komplikationen seiner Diabetes-Erkrankung.

## Ehrungen und Mitgliedschaften
Dobelle war Gründungsmitglied des American Institute for Medical and Biological Engineering und Mitglied der National Academy of Science. 2003 wurde er gemeinsam mit Willem Johan Kolff für den Nobelpreis für Medizin vorgeschlagen.